# Eunidia alboapicalis
Eunidia alboapicalis là một loài bọ cánh cứng trong họ Cerambycidae.